# Sivas
Sivas (tidigare Sebaste) är en stad i centrala Turkiet. Den är administrativ huvudort för provinsen med samma namn, och hade 365 274 invånare i slutet av 2022. Vid en kongress i Sivas år 1919 grundades det moderna Turkiet av Atatürk. 